# General Carneiro (Mato Grosso)
Pour les articles homonymes, voir General Carneiro et Carneiro (homonymie).
General Carneiro est une municipalité brésilienne située dans l'État du Mato Grosso.